# Aleksandr Pałładin

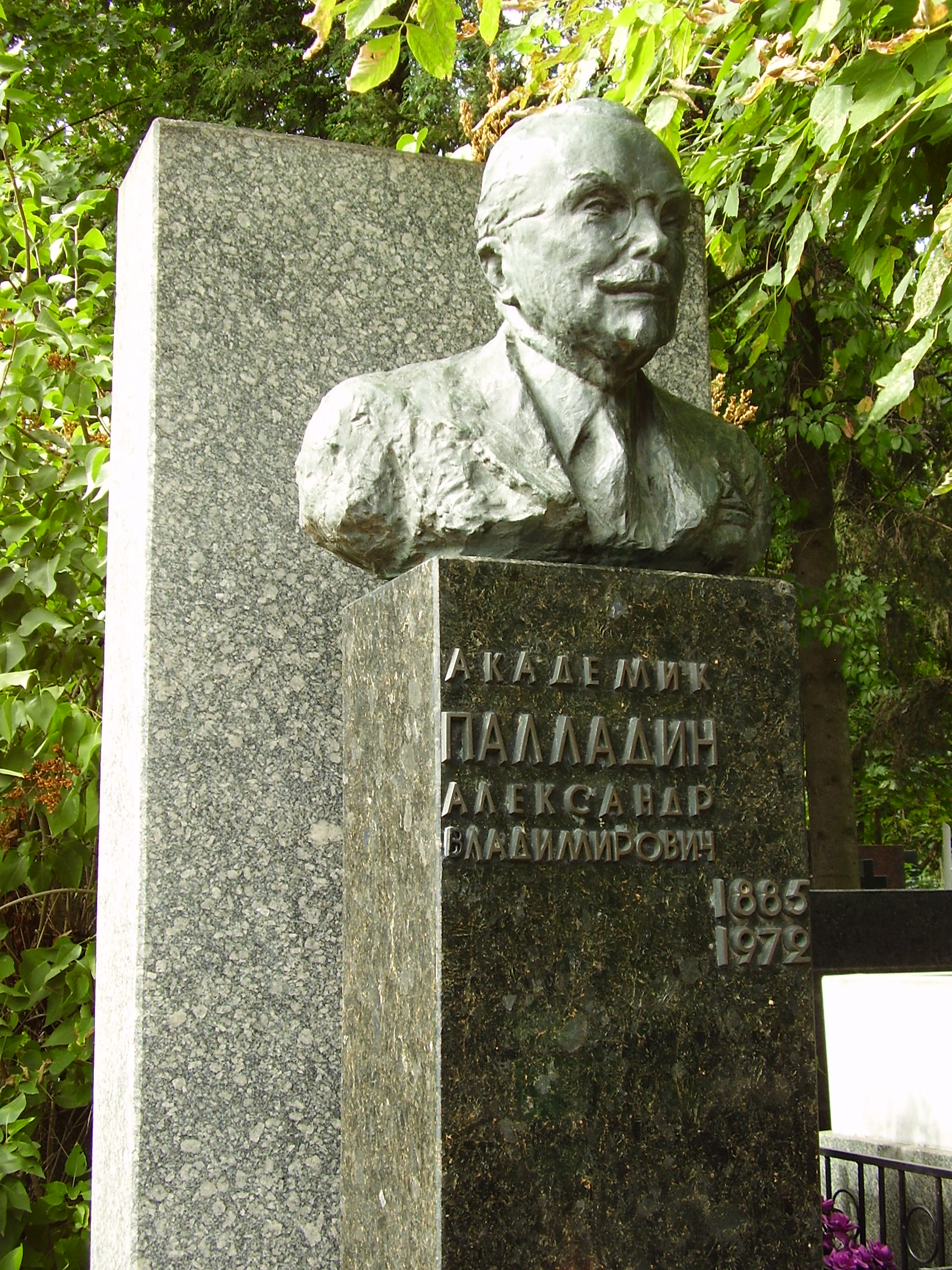
Grób Aleksandrа Pałładinа

Aleksandr Władimirowicz Pałładin (ros. Александр Владимирович Палладин, ur. 29 sierpnia?/10 września 1885 w Moskwie, zm. 6 grudnia 1972 w Kijowie) – ukraiński biochemik pochodzenia rosyjskiego, Bohater Pracy Socjalistycznej (1955).

## Życiorys
Był synem rosyjskiego botanika i biochemika, Władimira Pałładina. Po ukończeniu w 1903 szkoły średniej studiował na Wydziale Fizyczno-Matematycznym Uniwersytetu Petersburskiego, pracował w Instytucie Medycyny Eksperymentalnej u Pawłowa, w 1908 ukończył studia i został skierowany do pracy w laboratorium w Niemczech. Po powrocie do Petersburga pracował jako asystent i wykładowca w instytucie pedagogicznym, w 1916 został profesorem Nowoaleksandrowskiego Instytutu Gospodarki Rolnej i Leśnictwa, a w 1921 Charkowskiego Instytutu Medycznego. Od 1925 był dyrektorem założonego z jego inicjatywy Ukraińskiego Instytutu Biochemicznego (późniejszego Instytutu Biochemii Akademii Nauk Ukraińskiej SRR), jednocześnie w latach 1934–1954 był profesorem Uniwersytetu Kijowskiego. Był też sekretarzem prezydium (1935–1938), wiceprezesem (1939–1946), a w latach 1946–1952 prezesem Akademii Nauk Ukraińskiej SRR (obecnie Narodowa Akademia Nauk Ukrainy). W 1942 został akademikiem Akademii Nauk ZSRR, w 1944 akademikiem Akademii Nauk Medycznych ZSRR, w 1948 członkiem zagranicznym PAU, a w 1954 PAN. Prowadził badania nad biochemią witamin, połączeniami sacharydów z kwasem fosforowym, biochemią układu nerwowego i mózgu. Był twórcą teorii procesów oddychania roślin i autorem pracy Biochemia (wyd. pol. 1953). Został pochowany na Cmentarzu Bajkowa. Jego imieniem nazwano Instytut Biochemii Akademii Nauk Ukrainy.

## Odznaczenia
- Medal Sierp i Młot Bohatera Pracy Socjalistycznej (10 września 1955)
- Order Lenina (sześciokrotnie – 2 marca 1944, 9 września 1945, 23 stycznia 1948, 19 września 1953, 13 września 1955 i 10 września 1965)
- Order Rewolucji Październikowej (20 lipca 1971)
- Order Czerwonego Sztandaru Pracy (dwukrotnie – 24 czerwca 1941 i 10 czerwca 1945)
- Order Czerwonej Gwiazdy (1 października 1944)
- Order Cyryla i Metodego I klasy (Bułgaria)